# Warren megye (Illinois)
Warren megye az Amerikai Egyesült Államokban, azon belül Illinois államban található. Megyeszékhelye és legnagyobb városa Monmouth. Lakosainak száma 16 835 fő (2020. április 1.).

## Szomszédos megyék
- Mercer megye (észak)
- Knox megye (kelet)
- Fulton megye (délkelet)
- McDonough megye (dél)
- Henderson megye (nyugat)

## Népesség
A megye népességének változása:
| Lakosok száma | 17 721 | 17 868 | 17 808 | 17 726 | 17 527 | 16 835 |
|               | 2010   | 2011   | 2012   | 2013   | 2015   | 2020   |